# Constantia van Bourgondië
Constantia van Bourgondië, oude naam:Constance (Dijon, 8 mei 1046 — Wijnendale, 13 oktober 1093) was de dochter van Robert I van Bourgondië.
Constantia trouwde in 1065 met graaf Hugo III van Chalon-sur-Saône, die in 1078 overleed.
In 1081 trouwde Constantia met Alfons VI van León. De twee kregen maar een kind dat haar kindertijd overleefde:
Urraca van Bourgondië (Burgos, 10 april 1079 - Saldana, 8 maart 1126)
Constantia overleed in 1093 op 47-jarige leeftijd en liet de veertienjarige Urraca en de toen 53-jarige Alfons achter. Alfons trouwde in 1093 met Bertha van Toscane, vermoedelijk een dochter van Willem I van Bourgondië. Daarna kreeg hij nog twee vrouwen en twee kinderen. Alfons overleed op 1 juli 1109.